# Fabio Cannavaro
Pour les articles homonymes, voir Cannavaro.
Fabio Cannavaro, né le 13 septembre 1973 à Naples, est un footballeur international italien. Il évolue au poste de défenseur central et est désormais entraîneur. Son frère cadet Paolo Cannavaro a également été footballeur professionnel.
Démarrant sa carrière en 1992, le défenseur joue dans plusieurs clubs italiens tels que Naples, Parme, l'Inter Milan et la Juventus. Il n'a de succès qu'avec le Parme AC, en remportant la Coupe UEFA en 1999, la Coupe d'Italie en 1999, 2002 et la Supercoupe d'Italie en 1999.
En 2006, il s'engage avec le Real Madrid, où il fait ses preuves en remportant le Championnat d'Espagne en 2007 et 2008 et la Supercoupe d'Espagne en 2008. Il part en 2010 aux Émirats arabes unis, dans le club de Al-Ahli Dubaï où il achève sa carrière professionnelle.
Avec la sélection italienne, Il est Champion d'Europe espoirs en 1994 et 1996, participe à quatre Coupe du monde remportant le mondial en 2006. Il est également finaliste du Championnat d'Europe en 2000. Il était le capitaine de 2002 à 2010 et le deuxième joueur le plus capé de l'histoire avec l'équipe d'Italie.
Sa saison 2006 est la plus aboutie, puisqu'il remporte le Ballon d'or, le Meilleur footballeur de l'année FIFA, le Meilleur joueur de l'année de Serie A, le Meilleur joueur italien de l'année de Serie A et le Meilleur défenseur de l'année de Serie A.

## Carrière de joueur

### Formation et débuts à Naples
Dans les sélections de jeunes, à Naples, il prend pour modèle le rugueux défenseur Ciro Ferrara à une époque où Diego Maradona évolue dans l'équipe. Lors d'une séance d'entraînement, le jeune Fabio aurait taclé le prodige argentin un peu trop rigoureusement aux yeux des entraîneurs de Naples qui le lui reprochèrent. Maradona en personne aurait pris la défense du futur capitaine italien et l'aurait rassuré en lui disant : « Ne t'inquiète pas, joue-la comme tu le sens ». Il débute avec l'équipe première à 19 ans, contre la Juventus de Turin (3-4). Le club est alors loin des années fastueuses du Pibe de Oro et lutte pour le maintien. Ses bonnes prestations l'amènent à signer à l'issue de la saison 1994-1995 au Parme AC. 

### Révélation au Parme AC
Son duo avec Lilian Thuram est l'un des plus performants du Calcio et forme avec Gigi Buffon une excellente défense. Il remporte l'adhésion de ses nouveaux partenaires et supporters, alignant des performances solides. Il remporte deux coupes d'Italie (1999 et 2002), celle de l'UEFA (1999), et la Supercoupe d'Italie (2000). À noter qu'il existe une vidéo troublante où Fabio Cannavaro semble se doper peu de temps avant la finale de la COUPE UEFA 1999, finale qui se terminera par la victoire 3-0 du Parme FC contre l´Olympique de Marseille. En revanche, les deux dernières saisons à Parme (2000-2002) se révèlent difficiles. Le club parmesan se débarrasse à l'époque de joueurs importants tels que Hernán Crespo, Buffon et Thuram, et les performances du club s'en ressentent.

### Inter Milan
À la fin de la saison, Cannavaro rejoint l'Inter de Milan, alors en pleine reconstruction à la suite du départ de sa star brésilienne Ronaldo. Rejoignant des joueurs tels que Francesco Coco et son ancien coéquipier à Parme Hernán Crespo, Cannavaro est censé représenter un des nouveaux visages de cet Inter. Il passera deux saisons mitigées en Lombardie. Si ses performances individuelles ne sont pas remises en cause, collectivement le club vit dans l'ombre de la Juventus et du Milan AC, ce dernier se permettant même d'éliminer son rival milanais en demi-finale de la Ligue des champions 2002-2003. En 2003-2004, Fabio Cannavaro est tenu hors des terrains pendant longtemps par une blessure. 

### Juventus Turin
En 2004-2005, sa saison est gâchée par une fracture du tibia. À la suite d'un transfert inattendu, il signe à la Juventus alors qu'il n'est pas encore totalement rétabli. Il y retrouve Thuram et Buffon, ce qui lui permet de reformer la défense de Parme. Ensemble, les inséparables échouent face à Liverpool en Ligue des champions futur lauréat, malgré un but de Fabio Cannavaro (1-2). Ils remportent deux titres de champion d'Italie en 2005 et 2006, qui seront plus tard retirés au club en raison du Calciopoli.

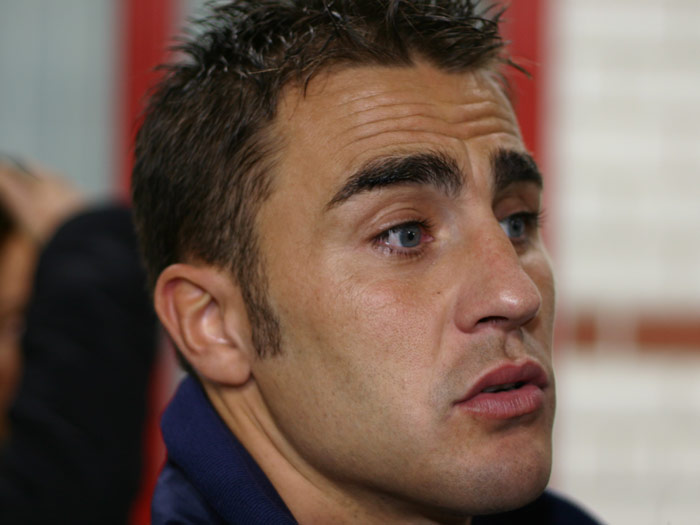
Fabio Cannavaro.

### Real Madrid
Le 19 juillet 2006, il rejoint Fabio Capello, son entraîneur à la Juventus, au Real Madrid pour un montant de 20 millions d'euros pour une durée de deux ans avec possibilité de prolongation. À Madrid, il deviendra deux fois champion d'Espagne (2006-2007, 2007-2008). Le 27 novembre 2006, il reçoit le ballon d'or du bi-hebdomadaire France Football, résultat de ses prestations en Coupe du monde.
Cependant, c'est aussi au cours de ses trois saisons en Espagne qu'apparaissent les premiers signes de faiblesse chez Cannavaro, jusque-là auteur d'une carrière exemplaire. Il est souvent dépassé quand il se retrouve confronté à des attaquants rapides et techniques tels que Lionel Messi et Fernando Torres.

### Juventus Turin
Après avoir passé trois années en Espagne au Real Madrid, il retrouve la Juventus de Turin à l'été 2009, dans le cadre d'un transfert libre. Ses premières performances sous le maillot bianconero sont encourageantes, et laissent présager d'une belle saison pour le club turinois, déjà renforcé par les arrivées des Brésiliens Diego Ribas da Cunha et Felipe Melo. Cependant, dès l'automne, la Juventus est éliminée de la Ligue des champions et déjà larguée dans la course au scudetto, malgré un succès 2-1 contre le tenant du titre, l'Inter, en décembre 2009.
En mars 2010 lors d'un huitième de finale de le Ligue Europa contre les Anglais de Fulham, la Vecchia Signora, qui a remporté le match aller 3-1 à Turin, ouvre le score et semble donc en bonne voie de se qualifier. Peu après, Cannavaro se fait exclure pour deux fautes idiotes ; à 10 contre 11, son équipe s'inclinera 4-1 et prendra la porte de sortie.

### Fin de carrière
Fabio Cannavaro signe le dimanche 4 juillet 2010 pour deux ans aux Émirats arabes unis, dans le club de Al-Ahli Dubaï.
Le samedi 9 juillet 2011, soit exactement cinq ans après sa victoire en Coupe du monde, il annonce la fin de sa carrière en expliquant qu'il ne peut plus pratiquer le football. De nombreux hommages lui sont rendus par d'anciens coéquipiers, le plus émouvant provenant de son ami Gianluigi Buffon, qui déclara de lui : « Fabio fut mon chevalier ». Cannavaro et Buffon ont passé ensemble près de neuf ans en club (Parme puis la Juventus), sans compter le nombre de matchs disputés sous le maillot de l'Italie.

## Équipe nationale d'Italie

### Titré avec les Espoirs
Cannavaro est tout d'abord appelé chez les Espoirs avec qui il remporte le titre de champion d'Europe des moins de 21 ans à deux reprises (1994 et 1996).

### Débuts réussis en sélection A
Sa première sélection en équipe nationale a lieu en 1997. Il débute avec la Squadra Azzurra contre l'Irlande du Nord (2-0).
Peu après, au cours de la même année, il est convoqué pour disputer à Wembley une rencontre cruciale contre l'Angleterre dans le cadre des éliminatoires de la Coupe du monde 1998. Le public anglais lui promet l'enfer face à l'attaquant Alan Shearer, alors considéré comme l'un des meilleurs attaquants au monde. Absolument pas intimidé, Cannavaro se charge parfaitement du marquage du buteur anglais, qu'il maintiendra sous l'éteignoir tout le long du match. L'Italie s'impose face à l'Angleterre (1-0) sur une réalisation de Gianfranco Zola, devenant la première équipe à gagner à Wembley dans un match comptant pour les éliminatoires d'une Coupe du monde.
Par la suite, Fabio Cannavaro dispute la Coupe du monde 1998 en France au côté d'un autre jeune défenseur qui deviendra son partenaire attitré en sélection, Alessandro Nesta. L'Italie est éliminée en quarts de finale par la France (0-0,3 t.a.b. 4), futur vainqueur de la compétition.
Il fait aussi partie de l'équipe d'Italie qui s'incline, toujours face à la France (2-1), en finale de l'Euro 2000 à Rotterdam. C'est lui qui rate un dégagement de la tête qui permet à Sylvain Wiltord d'égaliser lors de la finale.

### Désillusions
En 2002 et 2004, il connaît deux grosses désillusions avec la sélection. L'Italie arrive à la Coupe du monde 2002 au Japon et en Corée du Sud en faisant partie des favorites du tournoi; elle n'a perdu qu'un seul match (amical contre l'Argentine) (1-2) depuis l'Euro 2000 en Belgique et aux Pays-Bas et dispose de joueurs de talent tels que Gianluigi Buffon, Paolo Maldini, Alessandro Del Piero, Francesco Totti et Christian Vieri. Les Azzurri démarrent fort contre l'Équateur (2-0) mais ne gagnent aucun de leurs matchs suivants. Ils sont éliminés en prolongations en huitièmes de finale par la Corée du Sud (1-2), à la suite de plusieurs erreurs de l'arbitre équatorien Byron Moreno.

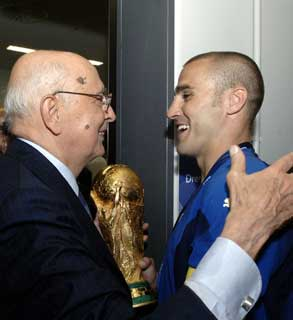
Fabio Cannavaro et le président italien Giorgio Napolitano avec le trophée de la coupe du monde.

L'Euro 2004 au Portugal est encore plus cruel. L'Italie quitte le tournoi dès la phase de poules sans avoir perdu le moindre match. Avec deux nuls et un succès, les Italiens sont à égalité de points avec la Suède (1-1) et le Danemark (0-0), mais éliminés en raison d'un plus faible nombre de buts inscrits lors des confrontations impliquant ces trois équipes.

### Capitaine champion du monde
Fabio Cannavaro devient capitaine de l'Italie en juillet 2004 et le reste a jusqu'à juillet 2010, date de sa retraite internationale, à l'âge de 36 ans.
En 2006, il devient champion du monde avec l'équipe d'Italie  et en finale de la coupe du monde en Allemagne contre la France. Véritable leader, Cannavaro a hissé l'Italie sur le toit du monde à force de prestations uniques et inégalables. Sans banaliser ce qui a été un événement historique pour le monde entier, Cannavaro a été surnommé "le mur de Berlin", comme symbole d'une Coupe du Monde qui a redonné tant de fierté à la nation italienne. Ses performances sur le terrain l'ont prouvé, les nuits de Dortmund et de Berlin également, et la consécration du Joueur FIFA de l’année en a été la preuve ultime .

### Fin de carrière internationale
Le 2 juin 2008, lors du premier entraînement de l'équipe italienne en Autriche et en Suisse, Fabio Cannavaro se blesse à la cheville gauche dans un choc avec Giorgio Chiellini et se voit contraint de déclarer forfait pour l'Euro 2008. Privée de son capitaine, l'équipe d'Italie s'incline (3-0) dès son premier match contre les Pays-Bas, avec une défense totalement dépassée.
Lors de la coupe des confédérations de 2009, il honore face au Brésil (défaite 3-0) sa 126e sélection et égale le record de Paolo Maldini.
Lors de la Coupe du monde 2010 en Afrique du Sud, il dispute les trois matchs de poules, en étant capitaine et titulaire. À l'opposé du mur infranchissable que l'Italie avait construit en 2006, Cannavaro se montre lent  au marquage. La Squadra Azzurra est éliminée dès le premier tour, avec cinq buts encaissés en trois rencontres (contre deux pour toute la Coupe du monde 2006). Il prend dans la foulée sa retraite internationale. À ce moment-là, il est recordman des sélections en « Nazionale » avec 136 sélections.

## Carrière d'entraîneur

### Débuts asiatiques
Une fois sa carrière de joueur terminée, Cannavaro entame sa reconversion en restant à Al-Alhi pour prendre en charge le poste de conseiller technique et ambassadeur du club, Fonction qu'il occupe pendant deux ans, et obtient parallèlement ses diplômes d’entraîneur. Pour parachever sa formation, il devient assistant du nouvel entraîneur roumain Cosmin Olăroiu pour la saison 2013-2014. Le club émirati réalise, cette saison, un doublé en remportant le championnat et la coupe nationale. Cannavaro quitte l'équipe de Dubaï à l’issue de la saison et accepte un rôle de consultant sur la chaîne de télévision britannique ITV pour la couverture de la Coupe du monde 2014.
Dans le même temps et alors sans club, des rumeurs font état de l'arrivée de l’Italien au Real Madrid comme futur entraîneur adjoint de son compatriote Carlo Ancelotti afin de remplacer Zinédine Zidane parti diriger la Castilla,. C'est finalement Fernando Hierro qui assiste l'entraîneur madrilène.
En novembre 2014, il part en Chine dans le club du Guangzhou Evergrande pour connaître sa première expérience d’entraîneur en chef. À ce poste, il succède à Marcello Lippi qui souhaite se retirer et mettre un terme à sa carrière d'entraîneur en devenant le manager de l'équipe. Cannavaro hérite d'une formation championne de Chine et vainqueur de la Ligue des champions asiatique l'année précédente. Le premier match qu'il dirige se déroule face au Shandong Luneng dans le cadre de la Supercoupe perdu aux tirs au but. Malgré de bons résultats, avec une qualification pour les quarts de finale de la Ligue des champions et une première place au classement de la Chinese Super League, le club annonce en juin, six mois après son arrivée, le remplacement de Cannvaro par Luiz Felipe Scolari. L'Italien annonce alors que cette séparation est faite par « consentement mutuel » mais selon certaines sources il serait en réalité limogé par la direction,. 
Le 26 octobre 2015, il prend en main l'équipe saoudienne d'Al Nasr Riyad et signe un contrat de huit mois, soit jusqu'à la fin de la saison. La formation, tenante du titre de champion national, est en difficulté avec une 7e place, ce qui pousse le club à remercier l’entraîneur Jorge da Silva. L'arrivée de Cannavaro sur le banc n'a pas l'effet escompté puisqu'il ne parvient pas à redresser la barre —  Al Nasr est alors 6e à 18 points de retard du leader —  provoquant son licenciement le 12 février 2016.
Le Tianjin Quanjian, club de deuxième division chinoise, annonce en juin 2016 la nomination de Fabio Cannavaro au poste d'entraîneur en remplacement de Vanderlei Luxemburgo. L'équipe, dont l'ambition est la montée en D1, est alors loin de son objectif en étant classé 8e avec 6 points de différence sur le troisième, qualifié pour l’accession en Chinese Super League.

### Retour à Guangzhou et éphémère sélectionneur chinois
Le 9 novembre 2017, Fabio Cannavaro redevient entraîneur du Guangzhou Evergrande.
En mars 2019, tout en restant entraîneur de Guangzhou Evergrande Taobao, il devient sélectionneur de l'équipe de Chine à la place de son compatriote Marcello Lippi. Le 28 avril 2019, après seulement deux matches (et deux défaites) à la tête se la sélection chinoise, Cannavaro démissionne de son poste, expliquant souhaiter se consacrer pleinement à sa famille et à son travail d'entraîneur du club chinois de Guangzhou Evergrande.
Le 1er décembre 2019, Il remporte le championnat de Chine avec son équipe, le Guangzhou Evergrande.

## Palmarès

### Équipe nationale d'Italie
- Vainqueur de la Coupe du monde en 2006
- Finaliste du Championnat d'Europe en 2000
- Vainqueur du Championnat d'Europe Espoirs en 1994 et 1996

### En club
- Vainqueur de la Coupe UEFA en 1998 avec Parme AC
- Vainqueur de la Coupe d'Italie en 1999 et 2002 avec Parme AC
- Vainqueur de la Supercoupe d'Italie en 1999 avec Parme AC
  - Finaliste de la Supercoupe d'Italie en 2005 avec la Juventus Turin

- Champion d'Espagne en 2007 et 2008 avec le Real Madrid
- Vainqueur de la Supercoupe d'Espagne en 2008 avec le Real Madrid

### En tant qu'entraîneur
- Championnat de Chine de D2 en 2016 avec Tianjin Quanjian

- Champion de Chine en 2019 avec Guangzhou Evergrande
- Vainqueur de la Supercoupe de Chine en 2018 avec Guangzhou Evergrande

## Récompenses individuelles

### Décorations civiles
- Chevalier de l'ordre du Mérite‎
Rome, 12 juillet 2000 sur initiative du président de la République italienne[24].
- Collare d'oro al merito sportivo
Rome, 23 octobre 2006[25].
- Officier de l'ordre du Mérite de la République italienne‎
Rome, 12 décembre 2006 sur initiative du président de la République italienne[26].

### Distinctions sportives
- Ballon d'or en 2006
- Meilleur footballeur de l'année FIFA en  2006
- Meilleur joueur de l'année de Serie A en 2006
- Meilleur joueur italien de l'année de Serie A en 2006
- Meilleur défenseur de l'année de Série A en 2005 et 2006
- Meilleur joueur de l'année aux World Soccer Awards en 2006
- Meilleur joueur du Championnat d'Europe espoirs en 1996
- Nommé dans l'équipe type de l'année UEFA en 2006
- Nommé dans l'équipe type de la Coupe du monde 2006
- Nommé dans l'équipe type de FIFPro World XI en 2006 et 2007
- Nommé dans l'équipe type de l'Euro 2000
- 2e joueur le plus capé en sélection italienne : 136 matches (79 en tant que capitaine)
- 2e meilleur joueur de la Coupe du monde 2006
- Intronisé à l'Italian football Hall of Fame en 2014

## Statistiques

### Statistiques en club
| Saison                | Club                  | Championnat           | Championnat | Championnat | Coupe(s) nationale(s) | Coupe(s) nationale(s) | Supercoupe | Supercoupe | Compétition(s) continentale(s) | Compétition(s) continentale(s) | Compétition(s) continentale(s) | Total | Total |
| Saison                | Club                  | Division              | M.          | B.          | M.                    | B.                    | M.         | B.         | Comp.                          | M.                             | B.                             | M.    | B.    |
| 1992-1993             | SSC Naples            | Série A               | 2           | 0           | 1                     | 0                     | -          | -          | -                              | -                              | -                              | 3     | 0     |
| 1993-1994             | SSC Naples            | Série A               | 27          | 0           | 2                     | 0                     | -          | -          | -                              | -                              | -                              | 29    | 0     |
| 1994-1995             | SSC Naples            | Série A               | 29          | 1           | 4                     | 0                     | -          | -          | C3                             | 3                              | 0                              | 36    | 1     |
| Sous-total            | Sous-total            | Sous-total            | 58          | 1           | 7                     | 0                     | -          | -          | -                              | 3                              | 0                              | 68    | 1     |
| 1995-1996             | Parme AC              | Série A               | 29          | 1           | 1                     | 0                     | -          | -          | C2                             | 6                              | 0                              | 36    | 1     |
| 1996-1997             | Parme AC              | Série A               | 27          | 0           | 1                     | 0                     | -          | -          | C3                             | 2                              | 0                              | 30    | 0     |
| 1997-1998             | Parme AC              | Série A               | 31          | 0           | 6                     | 0                     | -          | -          | C1                             | 7                              | 0                              | 44    | 0     |
| 1998-1999             | Parme AC              | Série A               | 30          | 1           | 7                     | 0                     | -          | -          | C3                             | 8                              | 0                              | 45    | 1     |
| 1999-2000             | Parme AC              | Série A               | 31          | 2           | 3                     | 0                     | 1          | 0          | C1                             | 9                              | 1                              | 44    | 3     |
| 2000-2001             | Parme AC              | Série A               | 33          | 0           | 5                     | 0                     | -          | -          | C3                             | 5                              | 0                              | 43    | 0     |
| 2001-2002             | Parme AC              | Série A               | 31          | 0           | 5                     | 0                     | -          | -          | C3                             | 9                              | 0                              | 45    | 0     |
| Sous-total            | Sous-total            | Sous-total            | 212         | 4           | 28                    | 0                     | 1          | 0          | -                              | 46                             | 1                              | 287   | 5     |
| 2002-2003             | Inter Milan           | Série A               | 28          | 0           | 0                     | 0                     | -          | -          | C1                             | 12                             | 1                              | 40    | 1     |
| 2003-2004             | Inter Milan           | Série A               | 22          | 2           | 3                     | 0                     | -          | -          | C1                             | 9                              | 0                              | 34    | 2     |
| Sous-total            | Sous-total            | Sous-total            | 50          | 2           | 3                     | 0                     | -          | -          | -                              | 21                             | 1                              | 74    | 3     |
| 2004-2005             | Juventus Turin        | Série A               | 38          | 2           | 0                     | 0                     | -          | -          | C1                             | 9                              | 1                              | 47    | 3     |
| 2005-2006             | Juventus Turin        | Série A               | 36          | 4           | 2                     | 0                     | 1          | 0          | C1                             | 9                              | 0                              | 48    | 4     |
| Sous-total            | Sous-total            | Sous-total            | 74          | 6           | 2                     | 0                     | 1          | 0          | -                              | 18                             | 1                              | 95    | 7     |
| 2006-2007             | Real Madrid           | PD                    | 32          | 0           | 1                     | 0                     | -          | -          | C1                             | 6                              | 0                              | 39    | 0     |
| 2007-2008             | Real Madrid           | PD                    | 33          | 0           | 1                     | 0                     | 2          | 1          | C1                             | 6                              | 0                              | 42    | 1     |
| 2008-2009             | Real Madrid           | Liga                  | 29          | 0           | 1                     | 0                     | -          | -          | C1                             | 7                              | 0                              | 37    | 0     |
| Sous-total            | Sous-total            | Sous-total            | 94          | 0           | 3                     | 0                     | 2          | 1          | -                              | 19                             | 0                              | 118   | 1     |
| 2009-2010             | Juventus Turin        | Série A               | 27          | 0           | 1                     | 0                     | -          | -          | C1+C3                          | 3+2                            | 0                              | 33    | 0     |
| Sous-total            | Sous-total            | Sous-total            | 27          | 0           | 1                     | 0                     | -          | -          | -                              | 3+2                            | 0                              | 33    | 0     |
| 2010-2011             | Al-Ahli               | AL1                   | 16          | 2           | 0                     | 0                     | -          | -          | -                              | -                              | -                              | 16    | 2     |
| Sous-total            | Sous-total            | Sous-total            | 16          | 2           | 0                     | 0                     | -          | -          | -                              | -                              | -                              | 16    | 2     |
| Total sur la carrière | Total sur la carrière | Total sur la carrière | 531         | 15          | 44                    | 0                     | 4          | 1          | -                              | 112                            | 3                              | 691   | 19    |

### Buts en sélection
| Buts en sélection de Fabio Cannavaro | Buts en sélection de Fabio Cannavaro | Buts en sélection de Fabio Cannavaro | Buts en sélection de Fabio Cannavaro | Buts en sélection de Fabio Cannavaro | Buts en sélection de Fabio Cannavaro | Buts en sélection de Fabio Cannavaro |
| #                                    | Date                                 | Lieu                                 | Adversaire                           | Score                                | Résultats                            | Compétitions                         |
| ------------------------------------ | ------------------------------------ | ------------------------------------ | ------------------------------------ | ------------------------------------ | ------------------------------------ | ------------------------------------ |
| 1                                    | 30 mai 2004                          | Radès, Tunisie                       | Tunisie                              | 2-0                                  | 4-0                                  | Match amical                         |
| 2                                    | 6 février 2008                       | Genève, Suisse                       | Portugal                             | 2-0                                  | 3-1                                  | Match amical                         |